# Меџидија
Меџидија (Медџидија) (рум. Medgidia, тур. Mecidiye) град је у у југоисточном делу Румуније, у историјској покрајини Добруџа. Меџидија је други по величини град у округу Констанца.
Меџидија према последњем попису из 2002. године имала 44.850 становника.

## Географија
Град Меџидија је смештен у средишњем делу Добруџе. Град на налази на каналу Чернавода-Негру Вода, на месту где равничарско подручје на северу прелази у побрежје ка југу. Град је саобраћајно добро постављен на важном саобраћајном правцу Букурешт - Констанца.

## Становништво
У односу на попис из 2002., број становника на попису из 2011. се смањио.
| 1966.  | 1977.  | 1992.  | 2002.  | 2011.  |
| ------ | ------ | ------ | ------ | ------ |
| 27.981 | 40.328 | 46.657 | 43.867 | 39.780 |

Меџидија се налази у национално мешовитој Добруџи и од свих већих насеља у земљи Меџидија има највећи удео муслиманског становништва, поглавито Турака и Татара.
По попису из 2002. године састав становништва је био следећи:
- Румуни: 35.154 (78,4%)
- Турци: 4.056 (9,0%)
- Татари: 3.987 (8,9%)
- Роми: 497 (1,1%)
- Остали: 325 (0,7%)

## Занимљивости
У близини Меџидије налази се споменик у облику пирамиде погинулим српским ратницима на фронту у Добруџи током Првог светског рата.